# 观山街道
观山街道是中华人民共和国贵州省貴陽市观山湖区下辖的一个街道办事处。

## 行政区划
观山街道下辖以下村级行政区划单位：
阳关社区、金海域社区、大关村、阳关村、新寨村。